# Exoneura
Exoneura är ett släkte av bin. Exoneura ingår i familjen långtungebin.

## Bildgalleri

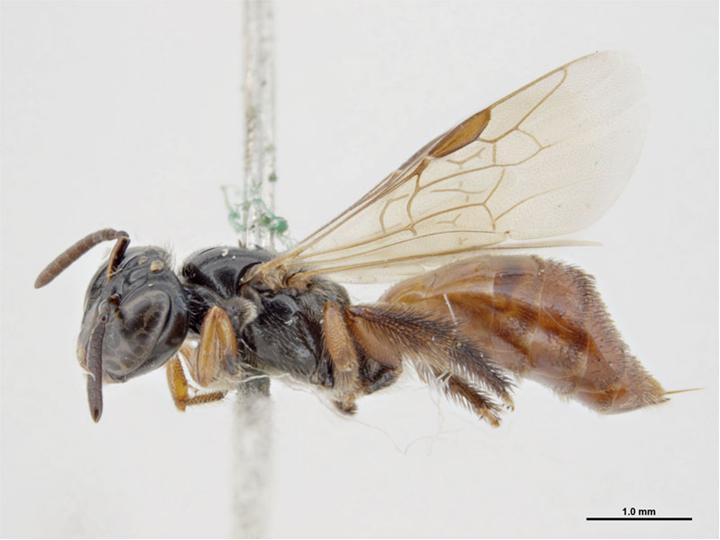
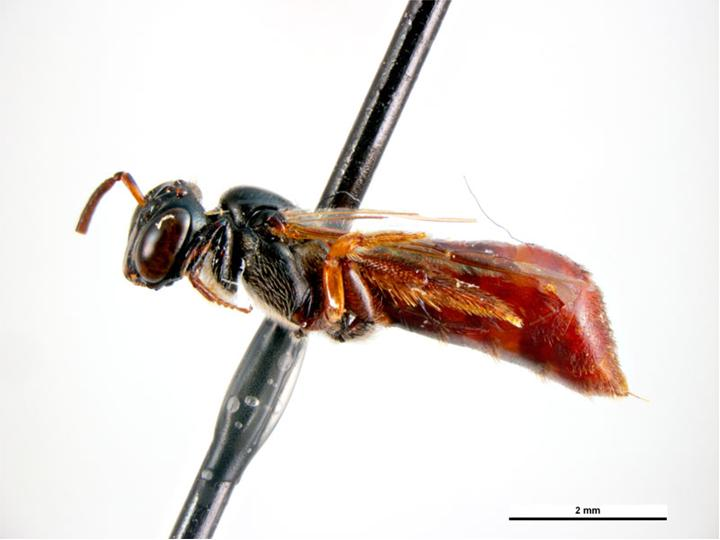
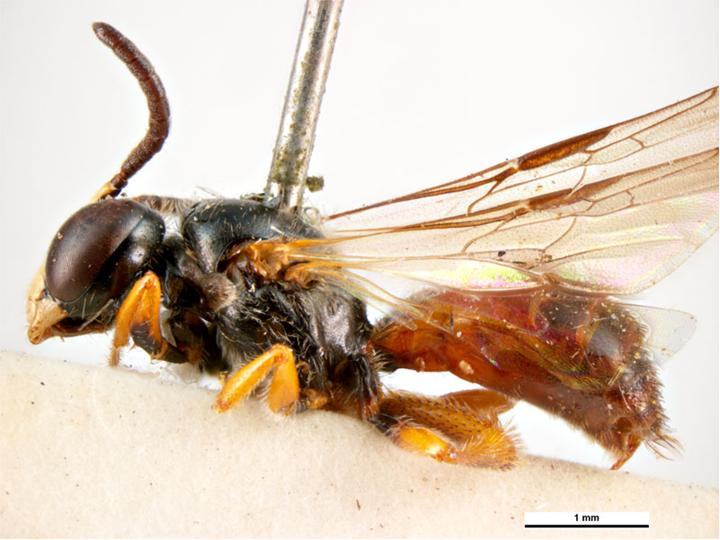
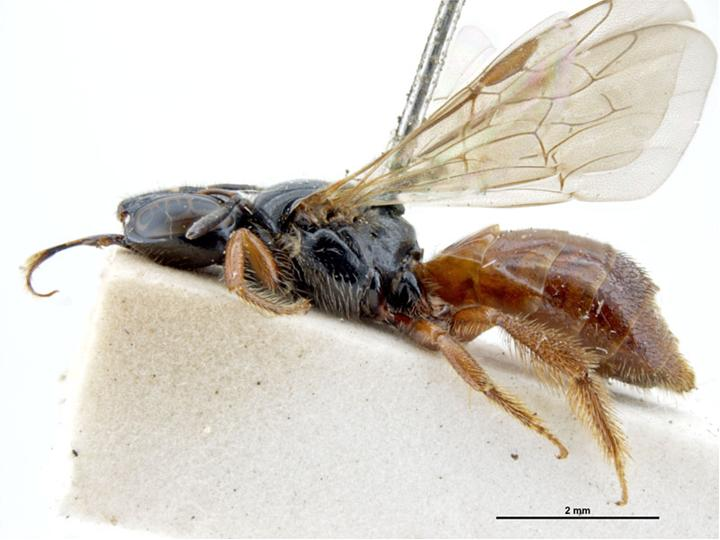
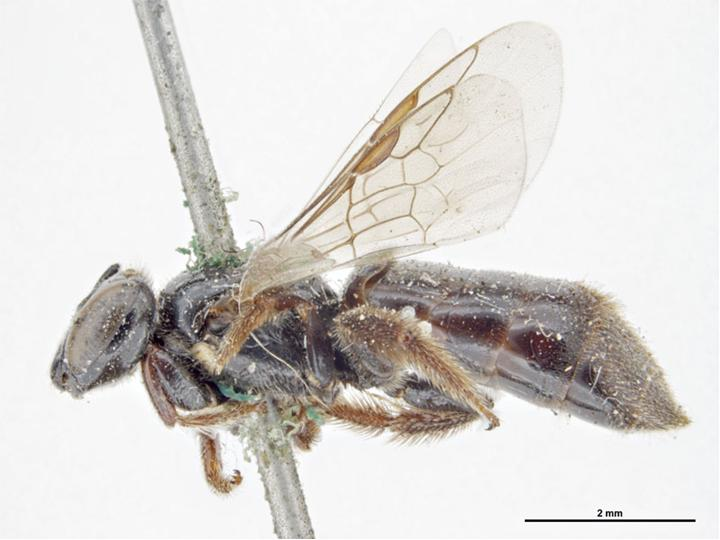
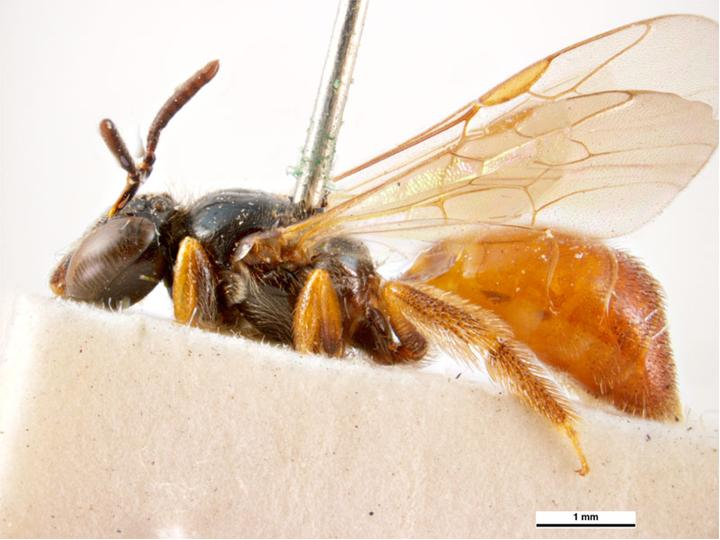

## Dottertaxa tillExoneura, i alfabetisk ordning[1]
- Exoneura abstrusa
- Exoneura albolineata
- Exoneura albopilosa
- Exoneura angophorae
- Exoneura angophorella
- Exoneura apposita
- Exoneura asimillima
- Exoneura aterrima
- Exoneura baculifera
- Exoneura baxteri
- Exoneura bicincta
- Exoneura bicolor
- Exoneura botanica
- Exoneura brisbanensis
- Exoneura clarissima
- Exoneura cliffordiella
- Exoneura concinnula
- Exoneura diversipes
- Exoneura elongata
- Exoneura excavata
- Exoneura florentiae
- Exoneura froggatti
- Exoneura fultoni
- Exoneura gracilis
- Exoneura grandis
- Exoneura hackeri
- Exoneura hamulata
- Exoneura holmesi
- Exoneura illustris
- Exoneura incerta
- Exoneura laeta
- Exoneura maculata
- Exoneura marjoriella
- Exoneura melaena
- Exoneura minutissima
- Exoneura montana
- Exoneura nigrescens
- Exoneura nigrihirta
- Exoneura nigrofulva
- Exoneura nitida
- Exoneura normani
- Exoneura obliterata
- Exoneura obscura
- Exoneura obscuripes
- Exoneura parvula
- Exoneura perparvula
- Exoneura perpensa
- Exoneura perplexa
- Exoneura pictifrons
- Exoneura ploratula
- Exoneura punctata
- Exoneura rhodoptera
- Exoneura richardsoni
- Exoneura robusta
- Exoneura roddiana
- Exoneura rufa
- Exoneura rufitarsis
- Exoneura schwarzi
- Exoneura simillima
- Exoneura subbaculifera
- Exoneura subexcavata
- Exoneura subhamulata
- Exoneura tasmanica
- Exoneura tau
- Exoneura turneri
- Exoneura variabilis
- Exoneura xanthoclypeata
- Exoneura ziegleri